# Sữa Ông Thọ

Một hộp sữa Ông Thọ

Sữa Ông Thọ là nhãn hiệu sữa đặc hiện thuộc sở hữu của Công ty sữa Việt Nam (Vinamilk). Sữa Ông Thọ là một chế phẩm sữa rất phổ biến ở nội địa; ngoài chức năng chính là sữa đặc, nó còn là nguyên liệu được ưa chuộng để pha chế món cà phê sữa đá và cũng có thể dùng trực tiếp với món bánh mì như là một món ăn nhanh tiện lợi.

## Lịch sử
Trước năm 1975, công ty sữa đa quốc gia Foremost có hoạt động kinh doanh tại Việt Nam Cộng hòa đã sản xuất sữa với nhãn hiệu Longevity mang hình ảnh một ông già cầm trái đào tiên, và gọi đó là sữa Ông Thọ một cách không chính thức để người Việt dễ hiểu. Sau năm 1975, các cơ sở sản xuất của Foremost bị nhà nước quốc hữu hóa rồi giao cho Vinamilk tiếp quản. Từ năm này đến năm 1990, Vinamilk sản xuất loại sữa đặc mang tên Ông Thọ kinh doanh tại Việt Nam, cũng với hình ảnh một ông già cầm quả đào tiên. Giai đoạn sau đó, Công ty Foremost quay lại Việt Nam đầu tư kinh doanh, họ quyết định đòi lại nhãn hiệu sữa với hình ảnh ông già cầm quả đào tiên từ tay Vinamilk. Vụ kiện kéo dài rồi được tòa án quốc tế tuyên rằng nhãn hiệu sữa ông già cầm quả đào tiên là của Foremost.
Sau khi thắng kiện, Công ty Foremost lại khuếch trương thương hiệu sữa này bằng tên gọi Longevity với ông già cầm quả đào tiên như đã từng làm tại miền Nam Việt Nam trước 1975, nhưng Foremost bị phản ứng ngược vì người Việt bây giờ đã quen với chữ Ông Thọ của Vinamilk rồi. Họ cho rằng Longevity là nhãn hiệu nhái với Ông Thọ nên sữa Ông Thọ lại càng được ưa chuộng và bán chạy nhiều hơn. Để vớt vát cho chiến lược sai lầm này, Foremost đã Việt hóa chữ Longevity thành chữ Trường Sinh, và nhãn hiệu sữa này vẫn tồn tại miễn cưỡng đến ngày nay.

## Thư viện ảnh

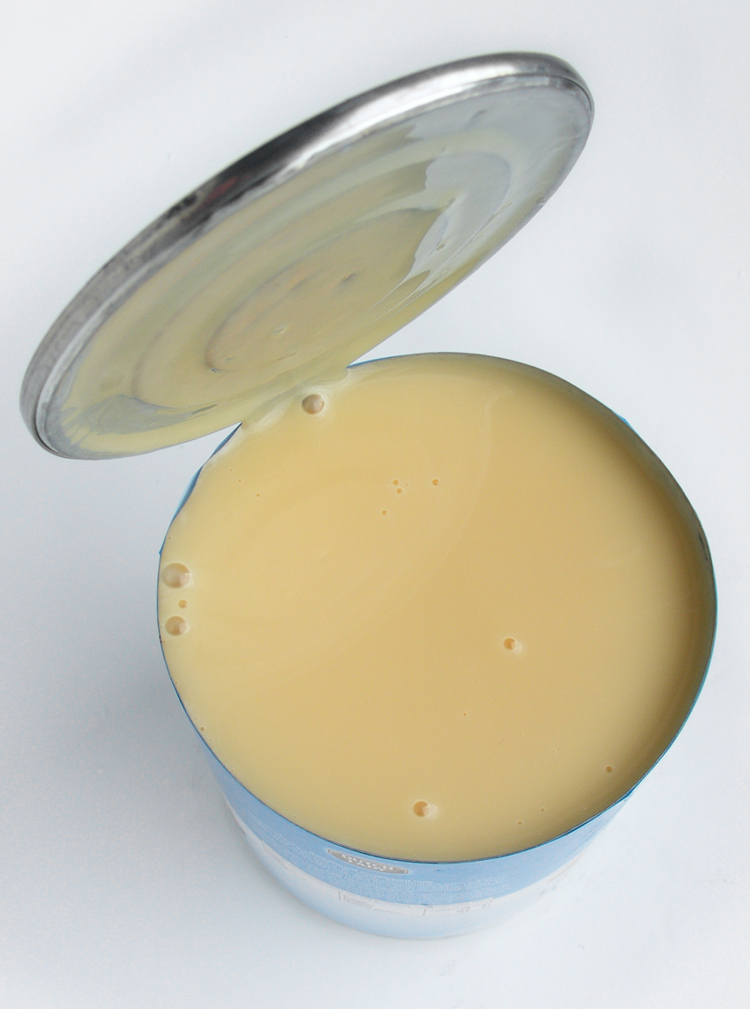
Bên trong lọ sữa.
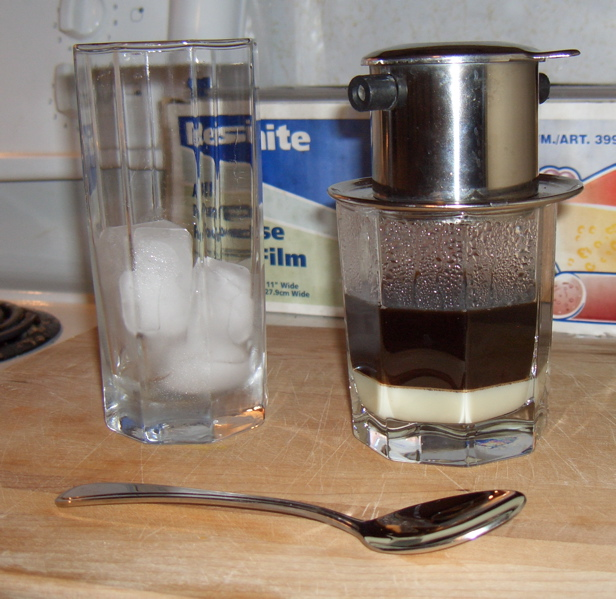
Cà phê sữa đá
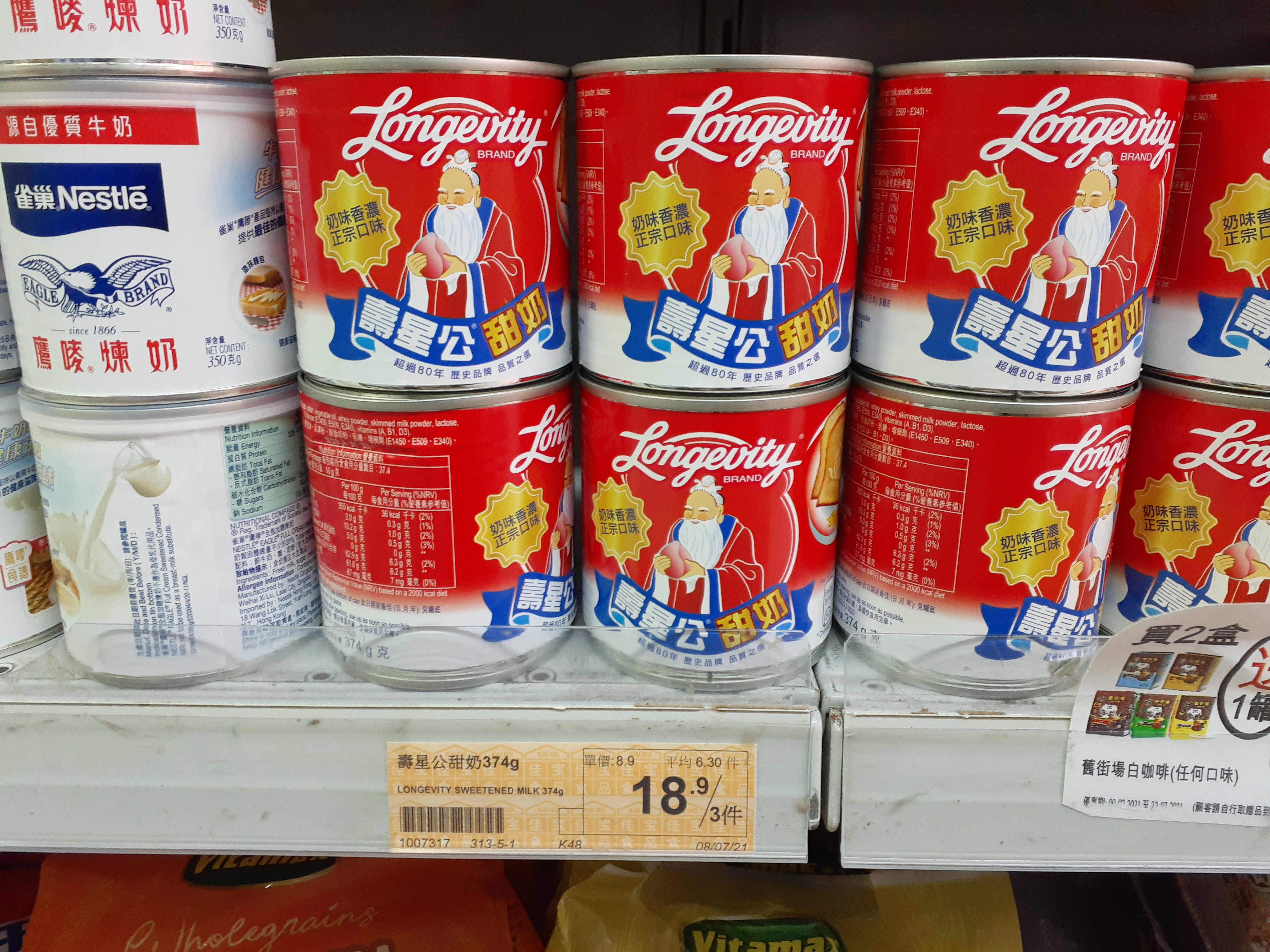
Sữa ông Thọ trong siêu thị ở Hồng Kông. Tên gọi là Longevity của tập đoàn Friesland Foods.